# Club Atlético Argentino (Junín)
El Club Atlético Argentino es un club de básquet de la ciudad de Junín, provincia de Buenos Aires, Argentina. Fue fundado el 1 de octubre de 1935. El equipo milita en la Liga Nacional de Básquet, máxima división nacional, desde 2011 hasta la actualidad.
Desde 1999 el club alterna entre la primera y la segunda división. La primera división la alcanzó tres veces, en 2003 cuando fue subcampeón de la segunda división, en 2010 cuando además logró el título, y en 2012 cuando nuevamente fue subcampeón. A nivel internacional ha participado en las Ligas Sudamericanas de 2013 y 2014.

## Historia
El 1 de octubre de 1935 nació el «Club Atlético Argentino» en Junín. Cuando en 1933, en el barrio de Las Morochas, un grupo de socios del club «Imperio Británico» intentó sumar el básquet a la institución, y tras ello muchos socios lo abandonaron y los que quedaron decidieron renombrar al club, pasando así a tener la denominación actual. La asamblea constitucional se hizo en casa de don Victorio Bocassi y la primera comisión fue integrada por Victorio Bocassi, Raúl Donato, José Petraglia, José de la Sota, José Bondonno y Horacio Fernández, entre otros.
La primera cancha del equipo estuvo ubicada en la esquina de Alsina y Paraguay, donde había un terreno perteneciente a don Agustín Nuozzi, y fue alquilado en 12 pesos mensuales. El piso de la cancha se hizo de polvo de ladrillo y además el terreno contó con vestuarios. Los tableros se pudieron comprar gracias a una rifa cuyo premio fue un anillo de oro donado por Victorio Bocassi. El miércoles 28 de diciembre de 1938 se inauguró la cancha y esa noche se jugaron los partidos: Sarmiento ante Gimnasia y Esgrima en cadetes; Los Indios ante Argentino en segunda y Ciclista Juninense ante Sportman como la final de primera división.
Ante la necesidad de contar con un local propio, en 1941 se compraron tres lotes ubicados en Alsina y Almirante Brown y el miércoles 15 de febrero de 1950 se decidió inaugurar un nuevo escenario con el partido que Argentino jugó con Ciclista Juninensa. En 1958, Argentino consiguió su primer título oficial de la división local. En 1960, Argentino se consagró campeón de campeones al ganar el certamen provincial disputado en Bahía Blanca.

### 1997-2002: Primeros ascensos, desde regional a la Liga Nacional
Luego de transitar durante años el torneo local y algún regional de clubes, a partir del año 1997 en la gestión del presidente Osvaldo Caliri, comenzó una etapa de crecimiento deportivo e institucional, es así que en 1998 obtiene el Campeonato Provincial de Clubes de la Provincia de Buenos Aires en un equipo formado por jugadores del club, más algún refuerzo, dirigido por Cristian Márquez, accediendo así a jugar la Liga C, torneo que logró venciendo a River Plate, en su microestadio, frente a más de 500 hinchas turcos.
En octubre de 1999 inicia su participación en la Liga Nacional B, haciéndose necesaria la instalación del piso flotante. En su única participación obtiene el subcampeonato perdiendo la final con el otro equipo ya ascendido que fue Belgrano de Tucumán. En el año 2000 participó en su primera temporada en el Torneo Nacional de Ascenso, la temporada 2000-2001 donde llegó hasta cuartos de final, serie que iba ganando 2 a 0 ante Ben Hur de Rafaela y terminó perdiendo 3 a 2 jugando el último partido en Junín. En su segunda temporada, la temporada 2001-2002, el equipo dirigido por Cristian Márquez llegó a la misma instancia que la vez pasada, superando a San Isidro de San Francisco en la reclasificación, pero cayendo ante Deportivo Roca en la serie 3 a 1.
La tercera temporada del club en la división fue la temporada 2002-2003 y para ella se contrató a Adrián Capelli como entrenador principal del equipo. El primer torneo que disputó fue la Copa Argentina 2002 que se jugó con un formato de eliminación directa a doble partido. La primera serie fue con Estudiantes de Olavarría, equipo de Liga A, serie que ganó el equipo juninense 87 a 82 y 82 a 74, ambos partidos jugados como local. Luego se enfrentó a Pico FC, también de la categoría superior, y ganó primero como local 89 a 59, diferencia que le valió para pasar pues cayó como visitante 91 a 85. En la tercera fase se emparejó con Conarpesa de Puerto Madryn y tras perder por 2 punto (76 a 74) en Chubut, ganó 123 a 115 y accedió al cuadrangular final, disputado en el Estadio Once Unidos de Mar del Plata. Argentino perdió en el primer partido 74 a 85 ante Boca Juniors, y el segundo ante Atenas de Córdoba 97 a 79, y ganó el tercero ante Gimnasia de La Plata 90 a 81 y terminó tercero en la copa. En la etapa regular del torneo el equipo terminó segundo y accedió a cuartos de final de manera directa, y allí se enfrentó a su clásico rival, Ciclista Juninense en la serie al mejor de cinco encuentros. Tras ganar tres partidos, el turco avanzó de ronda. En semifinales se enfrentó a Echagüe de Paraná y la serie definía un ascenso a la siguiente temporada de la Liga Nacional. La serie arrancó en Junín, donde el local se hizo fuerte y ganó 84 a 77 y 92 a 85, luego en Paraná Echagüe descontó en el tercer partido (75 a 63) pero perdió en el cuarto (69 a 78) y Argentino logró el ascenso. Luego del ascenso disputó la serie por el título de la categoría ante Central Entrerriano, el otro ascendido, y Argentino tuvo la localía, a pesar de ello perdió la serie y fue subcampeón.

### 2003 - 2006: Primeras temporadas en la Liga Nacional
La temporada 2003-2004, primera temporada del club en primera, comenzó con el armado del estadio en la Cúpula de la Sociedad Rural de Junín. El estadio contó con 1200 plateas y 900 populares. El equipo continuó con Adrián Capelli como entrenador principal y con Horacio Beigier, Juan Cangelosi, José Luis Gil, Gerardo Barrera, Pablo Martínez, Rafael Costa y Federico Pollio entre los jugadores. En la Copa Argentina de 2003 disputó una serie a partido doble de eliminación directa ante el clásico rival Ciclista Juninense en cancha del rival. Ese primer partido fue victoria para el turco 90 a 83, y el segundo partido, en el mismo estadio, también fue victoria del equipo en primera (82 a 69) y selló la serie 2 a 0. La segunda ronda del torneo fue ante Conarpesa de Puerto Madryn y le ganó los dos partidos que jugaron; primero en la ciudad chubutense 79 a 74 y luego en Junín 89 a 88, en un partido en el cual se lesionó el base principal del equipo. La tercera ronda de eliminación directa fue ante Estudiantes de Olavarría y el primer encuentro fue como local, donde ganó 75 a 74, y luego como visitante ratificó el resultado al ganar 104 a 100 y así acceder al cuadrangular final por segundo año consecutivo. En la instancia final, disputada en el Polideportivo Carlos Cerutti, en Córdoba, el equipo cayó ante Atenas 79 a 67 en su primer partido, ante Boca Juniors (86 a 79) en el segundo y solo le ganó a Gimnasia de La Plata (85 a 82) y terminó tercero. Tras alcanzar el tercer puesto por segundo año consecutivo, el conjunto juninense encaró la temporada regular de la Liga Nacional donde integró la Zona Norte y solo cosechó dos triunfos. Esos malos resultados llevaron a la dirigencia del club a reemplazar a Capelli y contrataron a Alejandro Lotterio. Con el nuevo entrenador el equipo logró 13 victorias en 30 partidos durante la segunda fase, terminando la temporada con 32 victorias en 44 presentaciones y logrando salvarse del descenso al terminar décimo tercero, incluso con chances de entrar a play-offs hasta el último partido.
Para la temporada 2004-2005 Alejandro Lotteiro continuó en el cargo y el plantel estuvo conformado por Rafael Costa, Juan Cangelosi, Pablo Martínez, Oscar Arce, Cristian Amicucci, Horacio Beigier, Martín Müller, Coleco Buie, Emanuel Ochoa y Pablo Espinoza entre otros. La temporada comenzó con la Copa Argentina de 2004, donde disputó una serie ante su clásico rival Ciclista Juninense, de dos partidos, ambos en el estadio de Ciclista. El primer encuentro lo ganó 90 a 87 en tiempo suplementario tras haber empatado en 69. El segundo encuentro lo ganó el local 97 a 87 y eliminó al equipo de Lotteiro. Luego vino la Liga Nacional y tras siete partidos, donde solo ganó uno, el entrenador dejó su cargo. Tras esa renuncia Eduardo Japez se hizo cargo del equipo. Tras el breve paso de Japez, Cristian Márquez se hizo cargo de la dirección del primer equipo, regresando así tras su paso entre 1997 y 2002. Argentino terminó la primera ronda último de la zona con una marca de 4-10. Márquez duró poco en el club (4 partidos ganados, 7 derrotas) y rescindió su contrato alegando que el club prefirió mantener en su plantel un jugador que él consideraba prescindible.  El reemplazante en la dirección técnica fue Carlos Bualó. En la segunda ronda mejoró su desempeño y terminó octavo, con 17 victorias en 30 partidos, y disputó los play-offs con ventaja de localía. El emparejamiento fue con Gimnasia de Comodoro Rivadavia y el primer partido fue en Junín, donde los visitantes ganaron 99 a 87. El segundo encuentro lo ganó como local (88 a 69) y empató la serie. En Comodoro Rivadavia ganó el local los dos juegos disputados (99 a 96 y 103 a 82) y eliminó al equipo juninense.
En la temporada 2005-2006 el club contrató a Néstor «Che» García como entrenador principal del equipo. Entre los jugadores estuvieron Facundo Sucatzky, Mauricio Beltramella, Román González, Diego Alberto Ferrero, Ariel Eslava, Martin Müller, Juan Manuel Rivero, Enzo Cafferata, Nicolás Romano, Martin Cequeira y Denis Gómez. Además se sumaron Gabriel Mikulas y los extranjeros Damian Cantrell y Eric Allen Strand. El equipo se preparó como uno de los favoritos del torneo. En la pretemporada organizó dos torneos amistosos junto con equipos nacionales y extranjeros, el primero con Boca Juniors, Libertad de Sunchales y el ULBRA Torres de Brasil, donde Boca fue campeón, y el segundo junto con River Plate, el ULBRA Torres nuevamente y Cimberio Novara de la Liga 2 de Italia, donde Argentino fue campeón. El primer torneo que jugó en la temporada fue la Copa Argentina de 2005 y fue emparejado con San Martín de Junín en la primera ronda. Fue una serie de dos partidos donde San Martín era el local de ambos. El primero fue en el Polideportivo Municipal de Chacabuco, donde San Martín ejerció la localía durante su estadía en el TNA, y allí ganó Argentino 96 a 70. El segundo partido fue en el Estadio de la sociedad rural, el Héctor D'Anunzio, y nuevamente se impuso Argentino 108 a 77 y avanzó de ronda, donde quedó emparejado con Ciclista Juninense. El primer partido fue en cancha de Ciclista y allí ganó el visitante 89 a 86 y el segundo partido fue en el estadio de la sociedad rural, donde ganó el visitante 100 a 94, tras haber empatado en los 40 minutos 89 a 89, y por la diferencia de puntos entre ambos partidos pasó de ronda, eliminando así al equipo turco. En la Liga Nacional integró la Zona Norte, mientras que Ciclista Juninense integró la Zona Sur y no hubo clásico en la primera ronda. En su zona, Argentino logró 5 victorias y 9 derrotas, quedando sexto, pero clasificó al Torneo Súper 8 por ser organizador del mismo. Antes del comienzo del torneo el entrenador principal del equipo, Néstor García, dejó su cargo. En ese mini torneo fue Eduardo Japez quien se hizo cargo del equipo, y con su dirección Argentino derrotó en cuartos de final a Central Entrerriano 86 a 77, y a Boca Juniors (79 a 75) en semifinales pero perdió en la final ante Libertad de Sunchales en un apretado 83 a 86. Después del torneo disputó el resto de la Liga Nacional, a fines de enero hubo un nuevo cambio de entrenador, salió Eduardo Jápez, con récord 3-11 en la segunda etapa, y fue reemplazado por Silvio Santander. Con Santander en el banco el equipo no mejoró mucho y hasta él llegó a presentar su renuncia, pero no fue aceptada y continuó el torneo. El descenso se consumó a falta de dos partidos para terminar la fase regular, cuando perdió el clásico. Argentino terminó penúltimo el torneo con una marca 8-22 en la segunda fase; 13-31 en todo el torneo.

### 2006 - 2009: Nuevamente en segunda división
En su regreso a la segunda división, la temporada 2006-2007, el entrenador contratado fue Javier Bianchelli. El equipo estuvo integrado por Federico Sureda, José Luis Gil, Lucas Bianco, Ryan Perryman y Eleazar Danessa, entre otros. Comenzó la temporada con la disputa de la Copa Argentina e integró una zona de cuatro equipos junto con Ciclista Juninense, Central Entrerriano y Ciudad de Bragado. Ganó cuatro juegos de seis y avanzó de fase, donde se enfrentó a Boca Juniors, que lo eliminó de competencia.
En el TNA integró la zona sur. Tras jugar contra los rivales dos veces, terminó con 6 victorias y 6 derrotas y clasificó al TNA 2, arrastrando 9 puntos. En medio de esta primera fase hubo un recambio de entrenador, llegando Alejandro Álvarez en lugar de Bianchelli. En segunda fase logró siete victorias en diez partidos y terminó primero del TNA 2, emparejado con el peor equipo del TNA 1 en play-offs. En la primera eliminatoria jugó ante Asociación Española de Charata, que tuvo ventaja de cancha, y los dos primeros juegos fueron en el Chaco. Española ganó los dos partidos (79 a 76 y 82 a 68) y en Junín ganó el local el tercer partido (88 a 85) pero perdió el cuarto encuentro (78 a 80) y el equipo chaqueño avanzó de fase.
De cara a la temporada 2007-2008 el equipo se armó con Oscar Chacón como entrenador, se quedaron los juveniles Pablo Espinoza y Enzo Caferatta, José Luis Gil, el U23 Emanuel Ochoa y Pablo Martínez. Se sumaron Santiago Haag (U23), Ariel Pau, Martín Pasquinelli, Bruno Romano y el extranjero Thomas Gillespie. En la Copa Argentina integró zona con Ciclista Juninense, Belgrano de San Nicolás y Regatas de San Nicolás y tras ganar 4 de 6 partidos avanzó de fase, donde lo eliminó Obras Sanitarias al ganarle 79-69 y 84-77. En el TNA integró la zona sur y a mediados de disputa de ésta hubo recambio de entrenador, llegando Alejandro Álvarez. Duró poco Álvarez al mando del equipo pues fue cortado y reemplazado antes del fin de ese año por la dupla Leandro Chemile y Raúl Scaglione, que dirigieron en forma interina. Además, diversos incidentes producidos cuando jugaban de local hicieron que el equipo sufriera el descuento de dos puntos al cabo de la primera fase, situación que lo hizo marchar último. Tras ese breve interinato Héctor Santini tomó el mando del equipo cuando el equipo marchaba último con solo una victoria en nueve presentaciones. Con Santini el equipo ganó tres partidos de cinco pero no logró salir del último puesto. Encaró la segunda parte del torneo jugando el TNA 2, zona donde se disputaba la reclasificación y el descenso. A pesar de haber arrancar con solo ocho puntos, siendo el peor equipo de la zona, Argentino cambió la imagen y ganó 10 de catorce encuentros, terminando tercero del grupo y accediendo a los play-offs, donde se enfrentó a Ciclista Juninense en una nueva edición del clásico. En el primer partido, en el Coliseo del Boulevard, ganó Ciclista 82-75 y en el segundo encuentro, también en cancha de Ciclista, Argentino empató la serie al ganar 103-82. En su cancha, el Héctor D'Anunzio, Argentino ganó 91-74 el tercer juego y Ciclista empató la serie al ganar el cuarto 79-72, llevando la serie nuevamente a su estadio, donde se disputó el quinto juego. El encuentro definitorio lo ganó Argentino 94-86 y avanzó de ronda. En cuartos de final se emparejó con San Martín de Marcos Juárez, segundo mejor equipo de la fase regular, y como visitante Argentino cayó 60-64 en el primer juego pero ganó en el segundo 79-77, tras haber ido a tiempo suplementario, y así la serie continuó en "La Cúpula" empatada. Como local venció 101-84 en el tercer juego y 94-82 en el cuarto y así llegó a semifinales, donde se definió uno de los dos ascensos de la categoría. En esa instancia jugó ante Lanús y en el conurbano bonaerense el local ganó 73-66 el primer partido y 82-65 el segundo, llevando ventaja para los partidos en Junín. Como local el equipo conducido por Santini no pudo hacerse fuerte y Lanús ganó 87-79, ascendiendo de categoría. Ese partido fue el último de José Luis Gil, quien disputó las temporadas 2002-03, 2003-04, 2006-07 y 2007-08 en el club.
En la temporada 2008-2009 el equipo contó con Héctor Santini como entrenador y con Leonardo Peralta y Pablo Espinoza, que continuaron de la temporada pasada. Se sumaron Selem Safar, Jonatan Slider, Federico Aguerre, Federico Sureda, Juan de Dios Cansina, Sebastián Cacciola y el extranjero Ryan Edwards. El equipo comenzó disputando la Copa Argentina, donde tras no ganar el grupo que integró junto con los equipos marplatenses Peñarol y Quilmes y con Ciclista Juninense, el rival de toda la vida, quedó eliminado. Tras ese torneo Edwards fue cortado. En el torneo de ascenso terminó la primera ronda con récord 7-7 y pasó al TNA 2. En la segunda ronda el equipo ganó 12 de 14 partidos y terminó primero de zona, séptimo, y enfrentándose a San Nicolás Belgrano. Los dos primeros partidos fueron en San Nicolás de los Arroyos y allí el local ganó el primero (80-72) y la visita el segundo (89-87), igualando la serie. Los siguientes dos partidos fueron en Junín, ahí ganó Belgrano el tercer partido (95-92) y el cuarto partido (83-82) y así Argentino quedó eliminado.

### 2009 - 2010:Segundo ascenso a la LNB y corta estadía en la "A"
La temporada 2009-2010 arrancó con cambio de entrenador y la renovación de tres jugadores Santiago Scala, Selem Safar Pablo Espinoza. El nuevo entrenador fue José Cottonaro Entre los nuevos jugadores estaban Pablo Martínez, Javier Ceci, Lucas Bertucelli, Luciano Tantos, Emanuel D'Angelo y Santiago González. Además se renovó el piso del Fortín de las Morochas, el cual sería el estadio principal del equipo a partir de esta temporada.
La temporada comenzó con la Copa Argentina donde integró zona con Peñarol y Quilmes de Mar del Plata y con Ciclista Juninense. Tras ganar solo un partido de los seis que jugó, el último, ante Ciclista como local, quedó eliminado del torneo.
La temporada del TNA comenzó el 8 de octubre cuando visitó a Ciudad de Bragado. Terminó la primera fase cuarto con 7 victorias en 12 encuentros y avanzó al TNA 1 al ser el mejor cuarto comparado con el de la zona norte. En la segunda ronda logró 9 victorias en 12 partidos y terminó la fase regular como el mejor equipo del torneo. Al terminar primero quedó como el mejor posicionado de cara a los play-offs, contando con ventaja de localía en todos los cruces posibles y además arrancó una fase más tarde el torneo, en cuartos de final, enfrentándose a San Nicolás Belgrano. Los dos primeros juegos fueron en Junín y en ambos ganó el turco (88 a 58 y 82 a 74) y en San Nicolás volvió a ganar (85 a 71) y avanzó de ronda. En semifinales se emparejó a El Nacional Monte Hermoso y nuevamente ganó los dos primeros partidos (75 a 64 y 68 a 59) pero los juegos disputados en Monte Hermoso ganó el local, primero 74 a 62 y luego 77 a 72, llevando la serie a un quinto y último partido en Junín. El quinto y definitivo encuentro se debería haber disputado en Junín, en El Fortín de las Morochas, pero una serie de sucesos violentos contra el equipo visitante llevó a que se suspendiera el encuentro y se reprogramara para un día después en el Estadio de Obras Sanitarias, en Buenos Aires. En ese último encuentro se impuso Argentino (81 a 77) y avanzó a la final. En la final se enfrentó a San Martín de Corrientes con ventaja de localía; y ganó los dos primeros encuentros, 74 a 69 y 78 a 77. En Corrientes ganó el primer partido, el tercero de la serie, San Martín, 84 a 73, en un encuentro que terminó con incidentes. Previo al cuarto encuentro de la serie el hotel en el que se hospedaba el plantel de Argentino hubo un incendio que por suerte no afectó a nadie, y en ese marco se disputó el cuarto partido, que nuevamente ganó el equipo correntino (79 a 73) y forzó un quinto y último partido. En el partido definitorio por el primer ascenso y por el título de campeón Argentino se impuso 65 a 59 y así logró volver a la máxima categoría, y además lograr el título en una campaña en la cual no perdió partido alguno como local.
En su retorno a la máxima división el club debió remodelar el estadio y tras el visto bueno de la organización, el club continuó la pretemporada ya enfocado en la Liga Nacional. El equipo fue dirigido por José Cottonaro y estuvo integrado por Juan Pablo Sartorelli, Emiliano Agostino, Pablo Espinoza, Lucas Martina, Santiago González, Santiago Scala, Juan Cangelosi y los extranjeros Odell Bradley, Francis Nwankwo y Joseph Bunn, y comenzó la temporada 2010-2011 jugando la Copa Argentina. El primer cruce en la copa fue el clásico en el cual Argentino ganó dos de tres juegos, remontando la serie pues el primer partido se lo dieron por ganado a Ciclista ya que hubo inconvenientes en el estadio donde Argentino auspició de local, el estadio de San Martín de Junín. Tras superar esa ronda se enfrentó a Libertad de Sunchales, primero en Junín, donde ganó el "turco" (74-67) y luego en Sunchales, donde primero empató la serie el local (81-48) y luego ganó el tercer juego (77-52) y eliminó al equipo juninense. En la Liga Nacional integró la zona sur donde en primera fase solo logró 4 victorias en 14 partidos. En la segunda ronda el equipo tampoco logró buenos resultados y por ello fue despedido el entrenador José Cottonaro y fue reemplazado por Pablo Dastugue. El nuevo entrenador no logró cambiar el rumbo del equipo, que terminó último la fase regular con solo 9 victorias en segunda fase, 13 en todo el torneo sobre 44 partidos, y debió revalidar su plaza en la división enfrentando a Boca Juniors. Los dos primeros juegos fueron en Buenos Aires y los ganó Boca 66 a 64 y 84 a 64. El tercer juego fue en Junín y nuevamente ganó Boca (79 a 78), condenando a Argentino al descenso.

### 2011 - 2012: Temporada en el TNA y retorno a la máxima división
La temporada 2011-2012 encontró al club nuevamente en segunda división, y a diferencia de las pasadas temporadas, esta vez el Torneo Nacional había sufrido una expansión que lo llevó de dieciséis a veintiún equipos. El equipo principal estuvo conformado por Leonardo Peralta, Santiago González, Jonatan Slider, Julián Olmedo, Javier Ceci, Eduardo Spalla, Luciano Tantos, Juan Cangelosi y el extranjero Clarence Robinson. El entrenador contratado fue Adrián Capelli. Argentino integró la zona sur donde terminó primero con 15 victorias en 20 partidos jugados. En la segunda fase simplemente disputó la clasificación final de cara a los play-offs, y con 5 victorias en 10 partidos terminó segundo del sur, siendo superado solo por Ciclista Juninense. Al quedar segundo quedó clasificado a play-offs con ventaja de localía y se emparejó con Rosario Central. En una serie al mejor de tres partidos el equipo "turco" avanzó ganando los dos primeros juegos en condición de local (75-66 y 82-60) y el tercero como visitante (82-78). En la segunda ronda se enfrentó a Alianza Viedma con ventaja de localía. Ganó los dos primeros partidos (91-78 y 70-58) pero como visitante perdió los dos siguientes (86-80 y 82-80) y la serie se definió en Junín en un quinto juego que ganó el local 72-67. En las semifinales se enfrentó con Oberá Tenis Club, tercero de la zona norte, y la serie nuevamente se extendió hasta el quinto juego. Los dos primeros juegos, en Junín, fueron para el local (80-62 y 73-72) mientras que los dos siguientes, en Misiones, fueron para Oberá TC (78-70 y 72-70) con lo que la serie se definió en El Fortín de las Morochas, donde el "turco" ganó 81 a 65 y se metió en la final. En la final de la categoría se enfrentó a Unión Progresista de Chaco que cómo fue el mejor elenco de la zona norte y Argentino quedó segundo en su zona tuvo ventaja de localía. La serie arrancó en Chaco donde ganó el local 88 a 83 y 102 a 100 y la final continuó en Junín, donde a pesar de su localía, Argentino perdió 67 a 70 y no logró el título ni el ascenso. Sin embargo tras perder la final tuvo una segunda oportunidad de lograr el ascenso ya que se enfrentó al vencedor de los dos equipos semifinalistas, que previamente se habían enfrentado. La nueva final por el ascenso fue ante Oberá Tenis Club al cual ya había eliminado en semifinales y otra vez contó con la ventaja de localía. El primer juego fue para Argentino (82-78) y el segundo también (67-59), con lo cual viajó a Misiones ganado 2 a 0 en la serie. El tercer partido lo ganó el visitante (84-79) y logró el segundo ascenso que entregó la división, logrando así regresar a la máxima categoría tras tan solo un año en segunda.

### 2012 - actualidad: Tercer ciclo en primera división

#### Temporada 2012-13: Clasificación y primera participación internacional
En la temporada 2012-2013 de la Liga Nacional, su vuelta a la máxima categoría, Argentino renovó contrato con Adrián Capelli como entrenador principal del equipo. El equipo estuvo integrado por Gastón Luchino, Nicolás De los Santos, Fernando Funes, Juan Cangelosi, Cristian Amicucci, Axel Weigand y los extranjeros Kavon Lytch, Brian Carlwell. En la primera ronda el equipo logró 8 victorias en 14 partidos, clasificando al Torneo Súper 8 2012, donde arrancó enfrentando a Ciclista Olímpico contra el que perdió 81 a 72 y quedó eliminado. En la segunda ronda arrastró la mitad de los puntos de la primera (11,0) y se sumaron a los que logró tras ganar 17 de los 30 partidos, ubicándose así quinto en su regreso a la máxima categoría, y esta colocación lo emparejó con Weber Bahía Estudiantes en los play-offs. La serie arrancó el 13 de marzo, en Junín, y allí el local se impuso 93 a 70, y dos días más tarde, nuevamente ganó (82 a 73) y viajó a Bahía Blanca con ventaja 2-0. En el Estadio Osvaldo Casanova Argentino perdió los dos partidos que jugó (83 a 85 y 80 a 101) y se jugó un quinto partido en El Fortín de las Morochas donde ganó 79 a 77 y avanzó de fase. En cuartos de final se enfrentó con Boca Juniors y la serie arrancó en Buenos Aires, donde el local ganó los dos primeros partidos 89 a 62 y 75 a 55, y en Junín nuevamente venció 80 a 70 y eliminó al equipo de Adrián Capelli. A pesar de esa pronta eliminación en play-offs, el equipo clasificó a la Liga Sudamericana de Clubes de la siguiente temporada.
De cara a la temporada 2013-2014 el club renovó contrato con Adrián Capelli y tuvo en el plantel a Lucas Pérez, Franco Balbi, Marcos Saglietti, Juan Cangelosi, Julián Aprea, Andrés Landoni, los U23 Ezequiel Villegas y Emiliano Basabe, y los juveniles Agustín Acuña, Sebastián Sayar, Tomás Martino, Martín Delgado y Malek Mecherques. Además estuvieron los extranjeros Marcus Melvin y Anthony Myles. Con apenas cuatro partidos disputados en la Liga Nacional, Argentino viajó a Maturín, Venezuela, donde disputó un cuadrangular correspondiente a la Liga Sudamericana, en lo que fue su debut en competencias internacionales. El primer partido del grupo fue ante el equipo uruguayo Aguada, al cual venció 65 a 60. El segundo partido del grupo fue ante el local Guácharos de Monagas, al cual también derrotó (57 a 46) y así logró avanzar de ronda a falta de un partido. El último partido de ese grupo fue ante el equipo peruano de Country Club El Bosque, al cual también superó (73 a 60) y logró cerrar la fase con puntaje ideal. En mediados de noviembre disputó la segunda ronda, un cuadrangular de semifinales en Montevideo y junto a Peñarol de Mar del Plata, el local Aguada, y el conjunto brasilero de Brasília. El primer partido fue la revancha con Aguada, y esta vez ganó el equipo uruguayo 84 a 69. En el segundo partido le ganó al conjunto brasilero 79 a 68 y llegó al último encuentro con chances de avanzar de ronda, pero no pudo derrotar a Peñarol (64 a 74) y quedó eliminado del torneo. Tras la eliminación en el torneo internacional, el equipo juninense terminó la primera fase de la Liga con seis victorias en catorce partidos. En segunda fase mejoró su actuación y terminó sexto, con 16 victorias en 30 partidos, y emparejado con Ciclista Olímpico de cara a los play-offs. En la postemporada Argentino arrancó ganando los dos partidos que jugó como local (92 a 87 y 78 a 69) y viajó a La Banda con la serie 2 a 0 a su favor. Como visitante ganó nuevamente (85 a 83) y avanzó a cuartos de final. En la segunda ronda se enfrentó a Libertad y arrancó perdiendo la serie al caer en Sunchales 81 a 70, pero en el segundo partido pudo vencer 82 a 68 e igualar la serie. Ya como local derrotó al equipo santafesino 87 a 61 y 100 a 63 y accedió a semifinales del torneo por primera vez en su historia. En semifinales se enfrentó al mejor equipo de la temporada, Regatas Corrientes, contra el cual no pudo ganar juego alguno y quedó eliminado.

#### Temporada 2014-15: Nueva participación internacional
Gracias a haber alcanzado las semifinales en la temporada 2013-2014 el club clasificó a la Liga Sudamericana para la temporada 2014-2015. De cara a dicha temporada, el equipo no renovó con Adrián Capelli, quien se fue a dirigir el seleccionado uruguayo, y su lugar lo ocupó Ariel Rearte, quien venía de ser ayudante de Nicolás Casalánguida en la temporada pasada, donde fueron subcampeones con Regatas Corrientes. Entre los jugadores siguieron solamente Juan Cangelosi y Franco Balbi, mientras que refuerzos fueron Fernando Funes, que volvió al club para esta campaña, Ignacio Alessio, Christian Schoppler, Emiliano Basabe y los extranjeros Daniel Stewart y Christopher Owens. La temporada comenzó con la disputa de la Liga Nacional que, con un nuevo formato, no hubo descensos. Tras tres partidos disputados debió viajar a Uruguay para disputar el grupo C de la Liga Sudamericana junto con el local Aguada, Limeira de Brasil e Importadora Alvarado de Ecuador. Tras perder el primer encuentro ante el equipo brasilero (63 a 77), derrotó al local 84 a 75 y al conjunto ecuatoriano 78 a 65 para terminar segundo de grupo y avanzar de ronda. Ya con la primera ronda en marcha, el equipo disputó las semifinales del torneo continental. Integró un grupo en Buenos Aires junto con Boca Juniors, Malvín de Uruguay y nuevamente con Limeira de Brasil. El primer partido fue con derrota ante el conjunto uruguayo 61 a 84 y el segundo también con caída ante Boca, solo por dos puntos (76 a 78), resultado que lo dejó fuera de competencia. El último partido fue con victoria 85 a 80 ante el equipo brasilero. Finalizada su participación internacional terminó la primera ronda de la Liga Nacional tercero en la conferencia sur, con 11 victorias en 14 partidos, y accedió al Torneo Súper 8. En ese mini torneo disputó solo el primer partido, pues quedó eliminado tras perder ante Peñarol 77 a 99. Ya en 2015 solo quedó Liga Nacional para el resto de la temporada. En la segunda fase de la liga ganó 14 partidos y perdió 20, resultados que sumados a los de la primera ronda lo ubicaron cuarto en la conferencia sur, emparejado con Quilmes de cara a los play-offs. En postemporada se enfrentó cinco veces al equipo marplatense, jugando con ventaja de cancha. Ganó los dos primeros partidos 81 a 74 y 105 a 89, mientras que perdió como visitante los dos encuentros 59 a 80 y 88 a 92, llegando así al último y definitivo juego. Como local perdió 87 a 81 y quedó eliminado del torneo.

#### Temporada 2015-16
En la temporada 2015-2016 Ariel Rearte continuó al mando del equipo, que contó con Franco Balbi, Alejo Montes, Fernando Funes, Juan Cangelosi, Ignacio Alessio, los U23 Emiliano Basabe y Martín Delgado y los extranjeros Steve Fobres, Aaron Walton-Moss y Nathan Carter. Tras una muy mala primera fase, donde el equipo solo logró cuatro victorias en dieciséis partidos, Rearte fue reemplazado por Marcelo Richotti, quien dirigió el equipo hasta el final de dicha fase, logrando dos victorias más. Bajo la conducción del nuevo entrenador, Argentino logró 20 victorias en 38 partidos en la segunda ronda, logrando así quedar sexto de la conferencia sur y accediendo a play-offs, donde quedó emparejado con Bahía Basket. La serie comenzó en Bahía Blanca donde el "turco" ganó el primer juego 73 a 53, mientras que el segundo lo perdió 67 a 72. La serie continuó en Junín donde nuevamente hubo una victoria para cada equipo, primero para Argentino (95 a 80) y luego para la visita, en un apretado juego (67-69), donde si hubiese ganado el equipo de Richotti hubiese avanzado de ronda. El último juego de la serie fue nuevamente en Bahía Blanca y allí el local ganó por cinco puntos (80-75) y así Argentino quedó eliminado del torneo.

#### Temporada 2016-17
En la temporada 2016-2017 el entrenador del equipo fue Eduardo Japez pues no se llegó a un acuerdo con Richotti. Joaquín Gamazo, Mateo Bolívar, Juan Cangelosi, Facundo Zárate, Emiliano Basabe y los extranjeros Makal Stibbins, Chaz Crawford y Novar Gadson integraron el equipo. Durante la temporada se sumó Luis Cequeira. En primera fase, en la conferencia sur, ganó la mitad de los partidos que disputó, mientras que en la segunda fase, la etapa nacional, logró veinte victorias en treinta y ocho partidos, resultados que lo ubicaron cuarto en la conferencia sur, clasificado a play-offs y emparejado con Gimnasia de Comodoro Rivadavia. En la serie al mejor de cinco encuentros, los dos primeros se jugaron en Junín, y el visitante ganó el primero (92-83) mientras que el local ganó el segundo (85-68). Ya en Chubut, el elenco patagónico ganó los dos partidos (68-67 y 96-73) y eliminó a Argentino de la competencia.

#### Temporada 2017-18
En la temporada 2017-2018 el equipo estuvo bajo el mando de Eduardo Japez nuevamente, mientras que lo conformaron Luis Cequeira, Juan Cangelosi, Gastón García y Agustín Acuña, quienes continuaron, más los refuerzos de Luciano Massarelli, Rodrigo Hernán Sánchez, Guido Mariani, Matías Bortolín y los extranjeros Malcom Bernard y Anthony Kent. El primer torneo que disputó en la temporada fue el Torneo Súper 20 2017, donde logró cuatro victorias en ocho partidos, y en play-offs quedó eliminado en octavos de final ante Ferro de Buenos Aires. En la Liga Nacional logró 18 victorias en 38 partidos, quedando décimo y emparejado con Gimnasia de Comodoro Rivadavia en octavos de final. En dicha serie quedó eliminado tras ganar uno de los cuatro partidos jugados.

##### Fallida venta de la plaza
En junio de 2018, tras terminar décimo en la temporada regular, con 18 victorias en 38 partidos y eliminado en octavos de final ante Gimnasia de Comodoro Rivadavia, el club se vio ante un panorama económico nacional bastante complicado. Ante esta situación, el 19 de junio se hizo una asamblea de socios en la cual se definió la venta de la plaza del club en la máxima categoría.

Una vez más nos sacamos el sombrero por la campaña deportiva; pero nunca estuvimos tan complicados desde lo institucional como este año; debemos seguir siendo serios y hacer lo mejor para el club.
Está la posibilidad de que Argentino salga bien parado de la Liga, con una venta que le puede generar un recupero de dinero. La plaza no la vamos a regalar, por eso estamos viendo en consideración de todos, porque quizá si tenemos que ajustar tanto el presupuesto, que el año que viene vamos a estar en la misma categoría que podríamos llegar a estar vendiendo la plaza y a lo mejor con unos pesos de deuda. Trataremos de aplicar el sentido común y la inteligencia. Hay que manejarse como una empresa. Argentino ya disfrutó unos cuantos años, nos gustaría seguir disfrutando, pero se nos está haciendo muy difícil.
Germán Lambrisca, presidente del club durante la venta de la plaza.

Pasado un mes de la venta de la plaza y como no hubo quien la comprase, el club continuó en la máxima división.

#### Temporada 2018-19
Para la temporada 2018-19 Daniel Maffei fue elegido como el entrenador del principal equipo. El 12 de febrero de 2019 el Loro Maffei dejó la conducción del equipo por los malos resultados, seguido a ello se fue el extranjero Nicholas Wiggins, y fue confirmado como entrenador el ayudante del equipo, Matías Huarte. Cuando Huarte se hizo cargo del equipo, la marca era 3 victorias-13 derrotas; y el nuevo entrenador debutó con victoria 80 a 67 ante Ciclista Olímpico como local, sin embargo le sucedieron cuatro derrotas. El equipo marchaba en la parte baja de la tabla, buscando evitar los play-offs del descenso junto con Quilmes y Peñarol de Mar del Plata, Atenas de Córdoba y Bahía Basket. En los duelos directos primero derrotó a Quilmes como local, luego cayó contra Bahía como visitante y contra Quilmes en Mar del Plata, pero logró un batacazo al vencer a Peñarol como visitante y comenzó una racha de cinco victorias, entre ellas ante Atenas como local, ante San Lorenzo, el primero de la tabla, también en Junín y visitando Río Gallegos. Luego, de nuevo como local venció a Quimsa a falta de dos partidos y logró salvarse de disputar la permanencia. Finalmente terminó la temporada decimoséptimo (17.°) y no logró acceder a play-off.

#### Temporada 2019-20
El club comenzó la temporada 2019-2020 con un nuevo presidente y renovando con el entrenador Matías Huarte, y contratando a los jugadores Juan Cangelosi, Facundo Zárate, Jonatan Slider, Federico Mariani, Valentín Burgos, Sebastián Uranga, Martín Gómez, Agustín Cavallín, Enzo Filippetti y los extranjeros Rómulo Gusmao y CJ Turman. El primer torneo de esa temporada fue el Súper 20, donde el elenco juninense terminó pronto su participación al no superar la primera ronda, la fase de grupos, ya que ganó tres juegos de ocho disputados, los tres en condición de local. La temporada fue suspendida en marzo del 2020 por la pandemia de Covid-19.

#### Temporada 2020-21
Una temporada atípica, ya que se jugó en Buenos Aires por la pandemia. Argentino finalizó en la posición 16, evitando el play-out, pero sin acceder a los playoffs.

#### Temporada 2021-22
Argentino comenzó la temporada 2021-22 participando del Super 20, donde finalizó 4 en el grupo Conferencia Sur 2, ganando un partido sobre 9 disputados. En la Liga Nacional finalizó en el 18vo puesto con 14 victorias y 24 derrotas, nuevamente evitando el play-out y sin acceder a playoffs. Arrancó la temporada bajo la dirección de Juan Varas, quien dejo su cargo en febrero, y la finalizó con Eduardo Japez.

#### Temporada 2022-23
Argentino finalizó en la posición 16° de la Liga Nacional de Básquet 2022-23 con 11 victorias y 27 derrotas. Nuevamente cambió de entrenador en el correr de la temporada, Eduardo Japez abandono la dirección técnica en febrero y fue Matias Huarte quien asumió el rol de entrenador.

#### Temporada 2023-24
Bajo la dirección técnica de Adrián Capelli, Argentino finalizó la temporada con 11 victorias y 27 derrotas nuevamente aunque, en esta ocasión, en el 19vo puesto, lo que lo obligó a jugar el play-out por el descenso frente a Comunicaciones de Mercedes. En la serie, Argentino dominó a su rival y se quedó en la máxima división luego de vencer en 3 partidos a los correntinos.

#### Temporada 2024-25
Los juninenses arrancaron la temporada 2024-25 con Julian Pagura como director técnico, quien abandonó el club en diciembre de 2024, dejando a Marcelo Macías a cargo del primer equipo. Luego de cuatro partidos el entrenador fue cesado de su cargo, siendo reemplazado por Diego Camún. Termina la temporada en la última posición con tan solo 6 victorias y 32 derrotas, enfrentaría a Zárate Basket por la permanencia en la categoría, venciendolo en la serie por 3-1.

#### Temporada 2025-26
Luego de vencer a Zárate en el play-out, comenzaron los rumores de venta de plaza en distintas asambleas de socios, Sin embargo, en agosto confirmó su participación en la Liga Nacional de Básquet 2025-26. A la vez, extendió el vinculo con Diego Camún  y anunció el regreso de Juan Cangelosi, esta vez como parte del staff deportivo.

## Presidentes
Referencia.
- Victorio Bocassi (1935 a 1941)
- José Lorenzo (1942 a 1943)
- Eduardo Horane (1944)
- José Lorenzo (1946)
- José Santos Pierre (1947 a 1953)
- Osvaldo Lorenzo (1954)
- José Bondonno (1955 a 1956)
- Osvaldo Lorenzo (1961 a 1962)
- José Bondonno (1963)
- Luis Chemile (1964 a 1980)
- Eduardo Pagano (1980 a 1994)
- Osvaldo Caliri (1995 a 2003)
- Diego Quintanal (2003 a 2007)
- Germán Lambrisca (2007 a 2019)
- Horacio Masino (2019 a 2024)[205]
- Joaquín Marcaccio (desde 2024)

## Instalaciones

### El Fortín de las Morochas

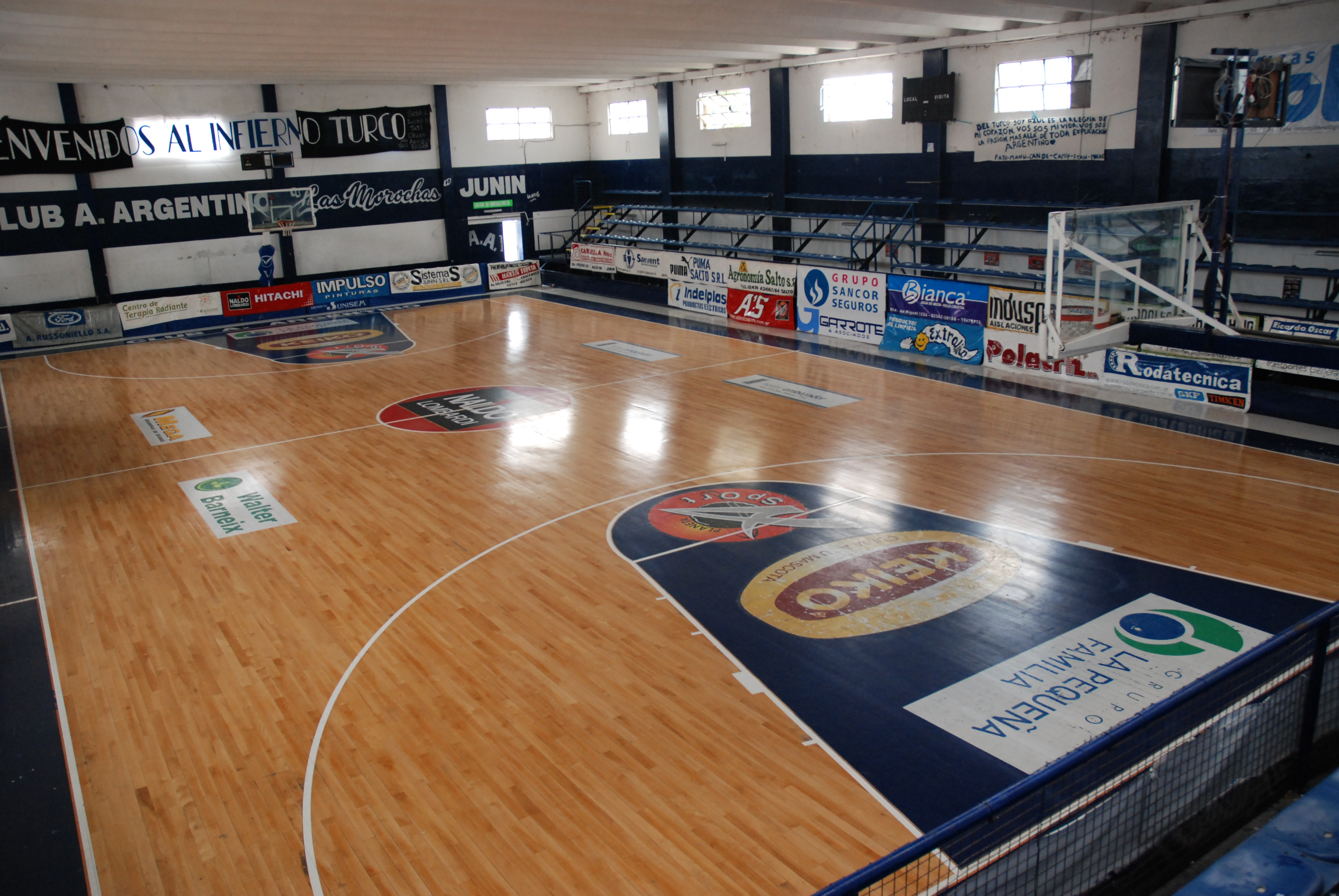
Estadio El Fortín de las Morochas.

El Fortín de las Morochas está ubicado en Almirante Brown 273 del barrio Las Morochas de Junín, tiene una capacidad para 1500 espectadores.
Fue inaugurado el 15 de febrero de 1950 en un predio adquirido por el club nueve años antes. Allí Argentino fue local hasta la temporada 2002/03, cuando el equipo ascendió a la Liga Nacional. El estadio tuvo varias remodelaciones y su reinauguración más reciente fue el 1 de octubre de 2009.
Tras 7 años jugando en el Estadio Héctor "Matrero" D'Anunzio, en 2010 Argentino regresó definitivamente al Fortín de las Morochas.

### Estadio Héctor D'Anunzio

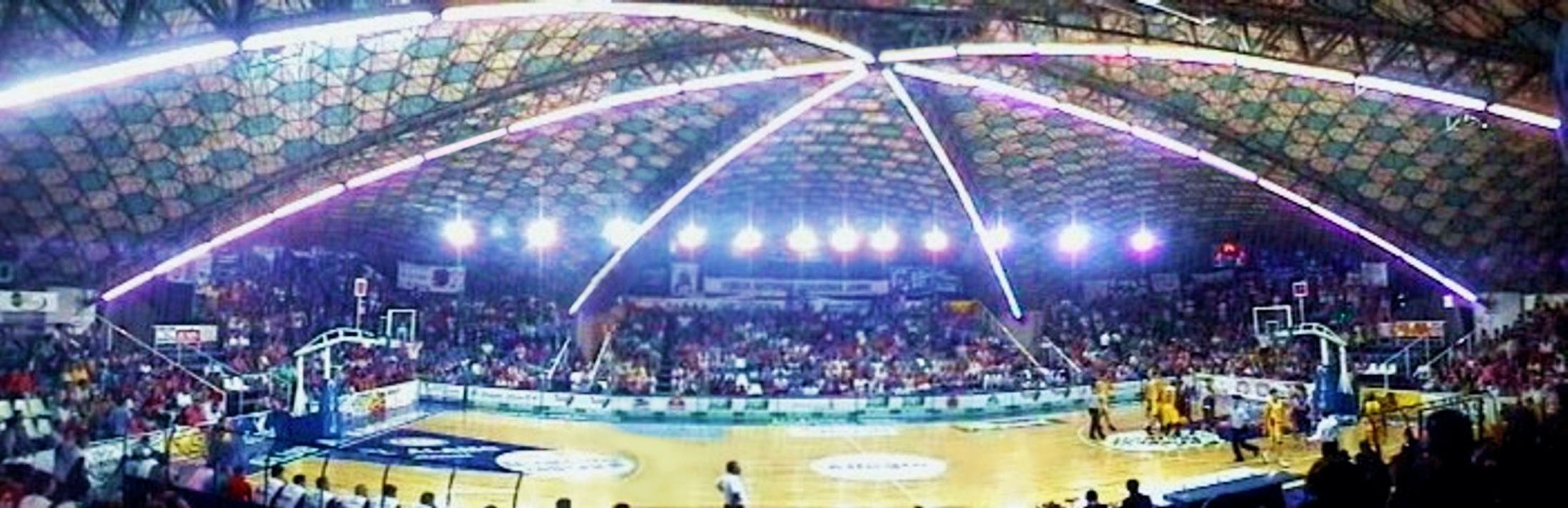
El equipo disputando un partido en el estadio montado en la Cúpula de la Sociedad Rural de Junín.

Luego del ascenso a la Liga Nacional en 2003 -histórico logro para el básquetbol juninense por tratarse del primer club en lograrlo- la institución mantuvo la categoría y permaneció en la misma durante tres temporadas consecutivas (2003-04, 2004-05 y 2005-06). En este lapso, el equipo compitió haciendo las veces de local en el Estadio Héctor "Matrero" D'Anunzio, más conocido como La Cúpula o Catedral Azul, situado en el predio de la Sociedad Rural de Junín.
Este lugar ofrecía amplias tribunas con una vista óptima desde cualquier parte de las mismas. También auspició como local allí en sus temporadas en segunda división desde la 2006-07 hasta la 2008-09.
En 2010 Argentino regresó a jugar en El Fortín de las Morochas y el estadio D'Anunzio fue desmantelado completamente.

## El clásico con Ciclista Juninense
Argentino disputa con Ciclista Juninense el clásico local. Los clubes se vienen enfrentando tanto en segunda división como en Liga Nacional y en Copa Argentina, en la cual jugaron desde 2002 hasta 2010 y se enfrentaron en algunas ediciones, dependiendo del formato.
El primer partido que enfrentó a estos dos clubes en el básquet a nivel nacional fue el 6 de noviembre de 1999, en el marco de la séptima fecha de la primera fase de la temporada 1999-2000 del Torneo Nacional de Ascenso. A ese encuentro llegaban ambos equipos con tres victorias y tres derrotas, y se disputó en cancha de Ciclista Juninense, el Coliseo del Boulevard. Con televisación de TyC Sports Argentino dominó el encuentro y ganó el primer clásico que se disputó por torneos nacionales.

## Datos del club
En torneos nacionales
| - Temporadas en primera división: 18 (2003-04 a 2005-06, 2010-11 y desde 2012-13) - Mejor puesto en la liga: 5.° (2012-13) - Peor puesto en la liga: 15.° (penúltimo, descendió, en 2005-06) - Temporadas en segunda división: - Torneo Nacional de Ascenso: 8 (1999-2000 a 2002-03, 2006-07 a 2009-10 y 2011-12) - Mejor puesto en la liga: 1.° (2009-10) - Peor puesto en la liga: 9.° (de 16, 2008-09) | - Participaciones en copas nacionales - Participaciones en el Torneo Top 4: 0 - Participaciones en Copa Argentina: 9 (2002 a 2010) - Mejor puesto: tercero (2002) - Participaciones en el Torneo Súper 8: 3 (2005, 2012, 2014) - Mejor puesto: subcampeón (2005) - Peor puesto: eliminado en primera ronda (2012, 2014) - En Torneo Súper 20: 2 (2017, 2018) - Mejor puesto: eliminado en octavos de final. (2017 y 2018) |

En torneos internacionales
- En Liga de las Américas
  - Participaciones: ninguna
- En Liga Sudamericana de Clubes
  - Participaciones: 2 (2013 y 2014)
  - Mejor puesto: eliminado en segunda fase (2013 y 2014)

## Plantel profesional y cuerpo técnico

### Mercado de Invierno 2025
| Siguen de la temporada 2024-25 | Siguen de la temporada 2024-25 |
| Jugador                        | Posición                       |
| ------------------------------ | ------------------------------ |
| Diego Camún                    | Entrenador                     |
| Jeremías Frontera              | Escolta                        |
| Fernando Podestá               | Ala-pívot                      |
| Santiago Bilbao                | Ala-pívot                      |

| Altas             | Altas    | Altas               |
| Jugador           | Posición | Procedencia         |
| ----------------- | -------- | ------------------- |
| Jeremías Sandrini | Base     | La Unión de Formosa |
| Martín Trelles    | Escolta  | Zárate Basket       |
| Aaron Pablo       | Alero    | Pico FC             |

| Bajas                      | Bajas     | Bajas               |
| Jugador                    | Posición  | Destino             |
| -------------------------- | --------- | ------------------- |
| Tomás Allende              | Base      | San Antonio Gold    |
| Manuel Gómez               | Base      | Zamora Jaguars      |
| Santiago Capelli           | Base      | San Martín de Junín |
| Jonatan Slider             | Escolta   | San Martín de Junín |
| Augusto Gennero (préstamo) | Alero     | Los Indios de Junín |
| Lucio Dominici (préstamo)  | Ala-pívot | Los Indios de Junín |

## Jugadores y entrenadores

### Entrenadores
Ordenados cronológicamente, desde la segunda división.
| - Cristian Márquez (1997 a 2001-2002) - Adrián Capelli (2002-2003) - Alejandro Lotterio (2003-2004) - Eduardo Japez (2004, interino) - Cristian Márquez (2004-2005) - Carlos Bualó (2005) - Néstor García (2005) - Eduardo Japez (2005-2006) - Silvio Santander (2006) - Javier Bianchelli (2006) - Alejandro Álvarez (2006-2007) - Oscar Chacón (2007) - Alejandro Álvarez (2007) - Leandro Chemile y Raúl Scaglione (2007, interinato) - Héctor Santini (2007-2009) - José Cottonaro (2009-2011) | - Pablo Dastugue (2011) - Adrián Capelli (2011-2014) - Ariel Rearte (2015) - Marcelo Richotti (2015-2016) - Eduardo Japez (2016-2018) - Daniel Maffei (2018-2019) - Matías Huarte (2019-2021) - Juan Manuel Varas (2021-2022) - Eduardo Japez (2022-2022) - Matías Huarte (2023-2024) - Adrián Capelli (2024-2024) - Julián Pagura (2024-2024) - Diego Camún (2024, interinato) - Marcelo Macías (2024-2025) - Diego Camún (2025-) |

### Equipos destacados
- Liga Nacional "B" 1998-99: Subcampeón, ascendió al TNA. El plantel lo integraban: César Pastorino, Leandro Spies, Gastón Zagrodny, Alfredo Vaccarezza, Juan de Dios Cansina, Gastón Carra, Juan Antonio Abdala, Pablo Martínez, Alberto Gil, Aldo Yódice, Juan Cangelosi, Matias Huarte, Pablo Ferrara.
DT: Cristián Márquez; Asistente Técnico: Adrián Capelli; Asistente Estadístico: Sebastián Longinotti; Preparador Físico: Francisco Curá; Médico: Fabián Gómez; Utilero: Oscar Pugliese.

- TNA 2002-03: Subcampeón, ascendió a Liga Nacional "A". El plantel lo integraban: Fernando Martina, Hugo Torres, Alfredo Vaccareza, José Luis Gil, Ramiro Carulla, Adriano Di Biaggio, Juan Cangelosi, Gastón García, Pablo Martínez, Horacio Beigier, Gerardo Barrera, Marcelo Piuma, Nicolás Márquez.
DT: Adrián Capelli; Asistente Técnico: Esteban Cattelani; Asistente Estadístico: Juan Vega; Preparador Físico: Jorge Funez; Traumatólogo: Fabián Gómez; Kinesiólogo: Roberto Bay; Utilero: Oscar Pugliese.

- TNA 2009-10: Campeón, ascendió a Liga Nacional "A". El plantel lo integraban: Luciano Tantos, Santiago Scala, Lucas Bertucelli, Javier Ceci, Selem Safar, Emanuel Dangelo, Santiago González, Pablo Espinoza, Martín Pasquinelli, Pablo Martínez, Sylbrin Robinson (Reemplazado), Kevin Francis, Mariano García (reemplazo por lesión), Maximiliano Asán, Joaquín Gamazzo, Sebastián Bongiorni.
DT: José Cottonaro; Asistente Técnico: Raúl Scaglione; Asistente Estadístico: Federico Martínez; Preparador Físico: Julián Aiub; Traumatólogo: Gabriel Vezosso; Kinesiólogo: Juan Pablo Molteno; Utilero: Nicolás De Cunto.

- TNA 2011-12: Subcampeón, ascendió a Liga Nacional "A". El plantel lo integraban: Luciano Tantos, Javier Ceci, Leonardo Peralta, Santiago González, Julián Olmedo, Joaquín Gamazzo, Juan Cangelosi, Alejandro Spalla, Clarence Robinson, Eduardo Vasirani, Jonny Slider, Mauro Araujo, Andrés Miguel, Sebastián Andollo, Ezequiel Villegas.
DT: Adrián Capelli; Asistente Técnico: Marcelo Alsina; Preparador Físico: Federico Martínez; Traumatólogo: Gabriel Vezosso; Kinesiólogo: Juan Pablo Molteno; Utilero: Nicolás De Cunto.

## Palmarés
Nacionales
- 1999: Campeón de la Liga C, cuarta división nacional. Además logró el ascenso.
- 2003: Subcampeón de la temporada 2002-2003 del Torneo Nacional de Ascenso, segunda división nacional, además logró el ascenso.
- 2010: Campeón de la temporada 2009-2010 del Torneo Nacional de Ascenso, segunda división nacional, además logró el ascenso.
- 2012: Subcampeón de la temporada 2011-2012 del Torneo Nacional de Ascenso, segunda división nacional, además logró el ascenso.

Regionales
- 1998: Campeonato Provincial de Clubes de la provincia de Buenos Aires.